# Josef Šulc (voják)
Major Josef Šulc (26. října 1895 Nymburk – 8. září 1943 Věznice Plötzensee) byl československý legionář, důstojník a odbojář z období druhé světové války popravený nacisty.

## Život

### Mládí, první světová a ruská občanská válka
Josef Šulc se narodil 26. října 1895 v Nymburce. Vystudoval reálnou školu a stal se úředníkem. Po vypuknutí první světové války bojoval na ruské frontě, kde padl 3. září 1915 u Tarnopolu v hodnosti četaře do zajetí. Přihlásil se do Československých legií, kam byl přijat 18. června 1917. Absolvoval Sibiřskou anabázi a do Československa se vrátil v roce 1920 v hodnosti praporčíka.

### Mezi světovými válkami
Josef Šulc pokračoval po návratu z legií ve vojenské službě. Mezi lety 1921 a 1938 sloužil jako důstojník u 46. pěšího pluku v Chomutově a dosáhl hodnosti majora. Od roku 1935 zastával post prvního pobočníka velitele pluku plk. Josefa Noska.

### Druhá světová válka
V době mnichovské krize se Josef Šulc přestěhoval do Rakovníka. Po německé okupaci vstoupil Josef Šulc do protinacistického odboje v rámci Obrany národa, kdy působil jako velitel oblasti Rakovník, kde spolupracoval mj. s Františkem Helvínem. Za svou činnost byl 16. března 1940 zatčen gestapem, vězněn postupně v Kladně, Terezíně, Praze, Gollnowě a Berlíně. Dne 27. ledna 1943 byl odsouzen lidovým soudem k trestu smrti a 8. září téhož roku za tzv. krvavých nocí popraven oběšením v berlínské věznici Plötzensee. Ve stejné dny byl odsouzen a popraven i František Helvín.

## Posmrtná ocenění
- Mjr. Josefu Šulcovi byla v roce 2018 odhalena v Chomutově pamětní deska, jeho jméno nese park, ve kterém je umístěna, a přilehlá ulice.[1]